# Isodisomia
L'isodisomia és la presència de dos cromosomes idèntics heretats del mateix progenitor en comptes d'haver-se heretat cadascun d'un progenitor. Aquest fenomen es pot donar per diverses vies:
- Es pot produir per la fertilització d'un gàmeta amb dues còpies d'un mateix cromosoma (complementació gamètica).
- Per la duplicació d'un cromosoma d'un zigot monosòmic (rescat monosòmic)

Aquest fenomen té dues implicacions. Si hi ha un al·lel mutat, s'heretarà per duplicat i es desenvolupen malalties a causa de l'impromta genòmica.
La diferència entre heterodisomia i isodisomia rau en el fet que la heterodisomia són dos cromosomes homòlegs, l'isodisomia són dos cromosomes idèntics.